# Elezioni parlamentari in Turchia del 2011
Le elezioni parlamentari in Turchia del 2011 si tennero il 12 giugno per il rinnovo della Grande Assemblea Nazionale Turca. In seguito all'esito elettorale, Recep Tayyip Erdoğan, espressione del Partito della Giustizia e dello Sviluppo, fu confermato Primo ministro.

## Risultati
| Liste                                          | Voti       | %     | Seggi |
| ---------------------------------------------- | ---------- | ----- | ----- |
| Partito della Giustizia e dello Sviluppo (AKP) | 21 399 082 | 49,83 | 327   |
| Partito Popolare Repubblicano (CHP)            | 11 155 972 | 25,98 | 135   |
| Partito del Movimento Nazionalista (MHP)       | 5 585 513  | 13,01 | 53    |
| Indipendenti                                   | 2 819 917  | 6,57  | 35    |
| Partito della Felicità (SP)                    | 543 454    | 1,27  | –     |
| Altri                                          | 1 437 825  | 3,35  | –     |
| Totale                                         | 42 941 763 | 100   | 550   |